# Gomphandra papuana
Gomphandra papuana är en järneksväxtart som först beskrevs av Odoardo Beccari, och fick sitt nu gällande namn av Herman Otto Sleumer. Gomphandra papuana ingår i släktet Gomphandra och familjen Stemonuraceae. Inga underarter finns listade i Catalogue of Life.